# ジョイ (台所用洗剤)

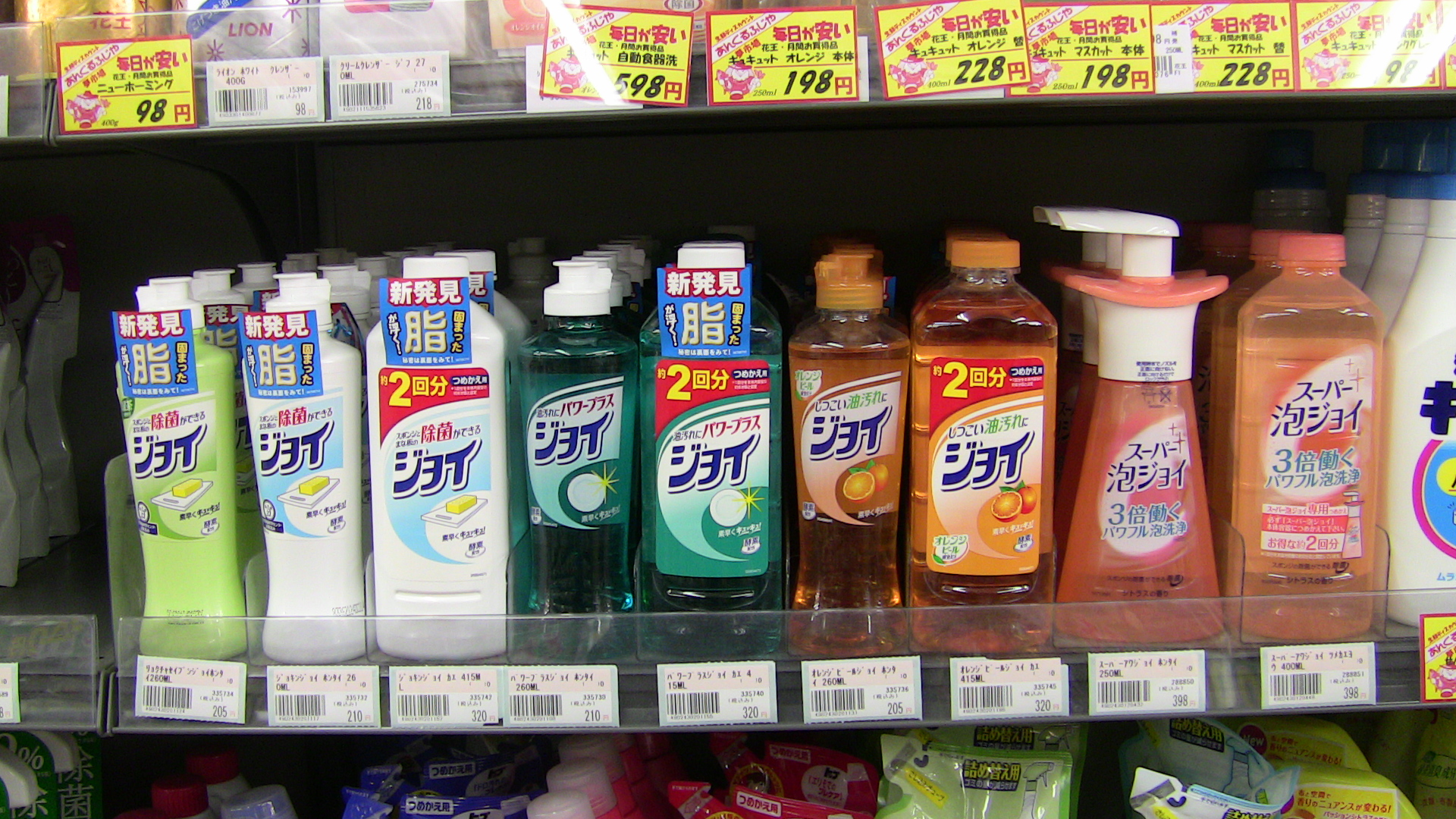
P&Gの台所用洗剤ジョイ

ジョイ（Joy）は、プロクター・アンド・ギャンブル (P&G) が発売している台所用洗剤である。一般に油汚れを落とすことを重視されている。

## 商品概要・歴史

### 発売開始 - 2008年
日本では1995年3月に通常の「ジョイ」が中国地方限定で発売された。
1998年には除菌機能を付加した「除菌ができるジョイ」が発売された。さらに、まな板の除菌機能も付加されて、「まな板とスポンジの除菌ができるジョイ」に改名された。また緑茶成分入りの製品も登場した。この商品の発売をきっかけに、他メーカーの台所用洗剤にもスポンジの除菌機能が付加されるようになった。
2000年には手肌の保護機能を付加した「なめらかフィールジョイ」が発売された。
オレンジの香りが付けられた「しつこい油汚れに オレンジピール成分入りジョイ」や、「しつこいニオイ・汚れに グレープフルーツ成分入りジョイ」（2005年10月発売）も発売されている。
2007年6月に、最初から泡で出てくるポンプ式タイプの「スーパー泡ジョイ」が発売された。2008年3月には、排水口の菌の繁殖やニオイを防ぐ効果を加えた「排水口の除菌・防臭もできる スーパー泡ジョイ」も発売された。「スーパー泡ジョイ」は2010年にラインナップを統合したが、2011年で製造・販売を終了した（海外では「Dawn Direct Foam」の商品名で販売を継続している）。

### 2009年以降
- 2009年
  - 2月、「ジョイ」つめかえ用をリニューアルし、内容量を増量した（400ml→415ml）。
  - 9月、7年ぶりとなる全面改良を行い「スーパー泡ジョイ」以外の製品でロゴマークも一新された。商品名もレギュラータイプの「ジョイ」3種類とまな板とスポンジの除菌ができる「除菌ジョイ」2種類に様変わりした。
- 2010年2月、独自の洗浄助剤を配合した「ジョイモイストケア」が発売された。
- 2011年8月、レギュラータイプの「ジョイ」3種類とまな板とスポンジの除菌ができる「除菌ジョイ」2種類が液体の粘性を更に向上させリニューアル。また、「除菌ジョイ 緑茶の香り」と「ジョイ すっきりシトラスミントの香り」はこれまでラインナップになかった特大つめかえ用（870ml）を追加設定した。
- 2012年2月、レギュラータイプの新しい香りとして、「すっきりアップルの香り」を追加。同年9月に「ジョイ」4種類と「除菌ジョイ」2種類が油汚れに対する洗浄力を高めて全面改良。併せて、内容量の変更を行った（本体:260ml→250ml、つめかえ用:415ml→395ml、つめかえ用特大サイズ:870ml→770ml）。また、「ジョイ すっきりオレンジの香り」と「除菌ジョイ」にはホームセンターなどの一部店舗やECサイト限定で、約6本分つめかえでき、再栓できるキャップ付パウチ包装のつめかえ用超特大サイズ（1290ml）を追加設定した。
- 2013年9月、「ジョイ」・「除菌ジョイ」のパッケージデザインをリニューアル。特に、本体は発売当初から採用していたワンタッチ式キャップから、同業他社の台所用洗剤ではなじみがある引き上げ式の新型キャップとなり、ラベルはボトル全体を覆うセミシュリンクタイプとなった。また、「ジョイ」は香りの名称を変更し、新たに「フレッシュフランボワーズの香り」を追加した。翌月には「ジョイ モイストケア」も新型キャップを導入してパッケージデザインをリニューアルし、「ジョイ」同様に香りの名称を変更した。
- 2014年8月、「ジョイ」・「除菌ジョイ」・「ジョイモイストケア」を一新し、「ジョイコンパクト」・「除菌ジョイコンパクト」・「ジョイコンパクト モイストケア」としてリニューアル。直鎖型界面活性剤をバランスよく配合させることで汚れ表面に効果的に界面活性剤を凝集し、洗剤一滴あたりの洗浄力向上により約20%のコンパクト化も実現した「濃縮パワー処方」を新たに採用。容器が小型化され、内容量が少なくなった（本体:250ml→200ml、つめかえ用:395ml→315ml、つめかえ用特大サイズ:770ml→615ml、つめかえ用超特大サイズ:1290ml→1050ml）が、従来の「ジョイ」とほぼ同じ回数使える。また、「除菌ジョイコンパクト」には、新しい香りの「スパークリングレモンの香り」が追加された。この「ジョイコンパクト」シリーズの発売に伴ってロゴデザインも一新され、黒丸の中に白字で英語表記の「JOY」が描かれ、カタカナ表記の「ジョイ」はその上に小さく記された。
- 2015年
  - 3月、P&Gプロフェッショナルブランドで業務用商品となる「ジョイクイック レモンの香り」(2.5L/5L)を発売。ロゴデザインは2014年8月にリニューアルする前のものを使用している。
  - 8月、「ジョイコンパクト」のラインナップを一部入れ替え、「グレープフルーツ&ラ・フランスの香り」に替わって、紫色のボトルの「フレッシュライチの香り」を発売した。
- 2016年9月、「ジョイコンパクト」をリニューアル。界面活性剤に拡散分子を配合した新処方を採用するとともに、「ジョイコンパクト オレンジピール成分入り」と「除菌ジョイコンパクト」は香りの変更も行った。また、内容量も変更となり、本体は減容（200ml→190ml）となったが、反対につめかえ用は全てのサイズで増量となり、標準サイズは約3回分（315ml→440ml）に、特大サイズは約5回分（615ml→770ml）に大幅増量。約7回分の超特大サイズも僅かながら増量（1050ml→1065ml）となった。なお、「ジョイコンパクトモイストケア」もリニューアルとなり、処方と内容量変更を行った。
- 2018年4月、着色料無添加・ボタニカルフレグランスを配合した新シリーズ「ジョイボタニカル」を発売[3]。
- 2019年
  - 3月上旬、「ジョイコンパクト」・「除菌ジョイコンパクト」をリニューアル。洗浄成分が改良されたほか、ブランドロゴをリニューアル。「ジョイコンパクト」は「フレッシュライチの香り」に替わって青色のボトルの「モルディブウォーター」を追加し、そのほかのラインナップも香りの改良に伴って名称が変更された。「ジョイボタニカル」もブランドロゴ変更を伴うリニューアルが行われ、「マイルドローズ&ワイルドベリー」を追加し、3種類となった。下旬には2種類の泡が切替可能なスプレーを採用したスプレー式食器用洗剤「ジョイ ミラクル・クリーン泡スプレー」が発売された[4]。
  - 6月、「ジョイコンパクト バレンシアオレンジ」・「除菌ジョイコンパクト」に約10回分（本体内容量の約8分目を1回分とする）の1445ml入り・キャップ付パウチ仕様としたつめかえ用ジャンボサイズを追加発売（ECサイトをメインに発売）。
  - 11月、日本国内の海洋で回収したプラスチックごみをボトル原料に利用した「ジョイ オーシャンプラスチック」を一部店舗において発売[5]。
- 2020年
  - 1月、「ジョイ ミラクル・クリーン泡スプレー」の「微香タイプ」と「フレッシュシトラスの香り」に約3回分（本体内容量の約8分目を1回分とする）の690ml入り・ボトル仕様としたつめかえ用及び「緑茶の香り」を追加発売（「緑茶の香り」は本体とつめかえ用のみの設定）。
  - 3月、「除菌ジョイコンパクト」をリニューアル。20年ぶりとなる全面改良となり、界面活性剤の種類が2倍に強化された。また、内容量は全サイズで減容（本体:190ml→175ml、つめかえ用:440ml→400ml、つめかえ用特大:770ml→700ml、つめかえ用超特大:1065ml→960ml、つめかえ用ジャンボ(スパークリングレモンの香りを除く):1445ml→1330ml）されたが、新たに、本体の約1.7倍量の300ml入りとした「大容量サイズ」が追加され、「緑茶の香り」にはつめかえ用ジャンボサイズも追加された[6]。併せて、「ジョイコンパクト」は「つめかえ用超特大」のパッケージデザインを「除菌ジョイコンパクト」に準じたデザインに変更してリニューアルされ、本体の約1.7倍量の315ml入りとした「大容量サイズ」が追加された。
  - 9月
    - ファブリーズの「中和消臭テクノロジー」を採用した新シリーズ「ジョイコンパクトW消臭」を発売[7]。
    - P&Gプロフェッショナルブランドで「ジョイ」初の厨房油汚れ用洗剤「ジョイ パワークリーン」を発売。
- 2021年
  - 4月、「ジョイ ミラクルクリーン・泡スプレー」に除菌機能（まな板・シンク・スポンジ・ふきん）を付加した「ジョイ W除菌 ミラクル泡スプレー」を発売[8]。
  - 8月、ブランド初の台所まわり用拭き取りウェットシート「ジョイ らくピカッ ウェットシート」を発売[9]。本品から「JOY」のブランドロゴが変更となる。
  - 10月、台所用洗剤「ジョイコンパクト」、「除菌ジョイコンパクト」、「ジョイコンパクトW消臭」をリニューアル[10]。従来発売されていた「大容量ボトル」が全面刷新され、キャップを特殊構造に変えて開閉に必要だった蓋を無くし、初めから逆さま（下向き）にすることで、ボトルの胴部を親指で軽く押すだけで液が出る、離すと液が止まり、そのまま置いても液漏れせず、最後の1滴まで残さず使い切れる「逆さボトル」となった。通常サイズのボトルとつめかえ用もブランドロゴの変更を含めてパッケージデザインが刷新され、中身の洗剤も改良された（なお、つめかえ用はボトルタイプ・逆さボトル兼用となっている）。
- 2022年
  - 3月、ブランド初となるキッチン用アルコールスプレー「ジョイ W除菌 キッチン用アルコール65%」を発売[11]。
  - 7月、スプレータイプの「ジョイ ミラクル・クリーン泡スプレー」・「ジョイ W除菌 ミラクル泡スプレー」にキッチン掃除の機能をプラスし、「ジョイ オールインワン泡スプレー」・「ジョイ W除菌 オールインワン泡スプレー」に改名してリニューアル発売[12]。
  - 10月、台所用洗剤を「除菌ジョイ」に統合・リニューアル[13]。洗浄力とすすぎの時短化を両立した処方となり、従来の「ジョイコンパクト」や「ジョイコンパクトW消臭」は従来の「除菌ジョイコンパクト」と同じ除菌処方もプラスされた。内容量はつめかえ用ジャンボサイズで変更（1330ml/1445ml→1425ml）、それ以外のサイズは減容（本体:175ml/190ml→170ml、逆さボトル:300ml/315ml→290ml、つめかえ用:400ml/440ml→325ml、つめかえ用特大:700ml/770ml→670ml、つめかえ用超特大:960ml/1065ml→910ml）され、全種類同じ容量に統一された。
- 2024年3月 - 台所用洗剤「除菌ジョイ」をリニューアル。処方改良が行われたほか、レモン、オレンジ、ミント、ピンクグレープフルーツの4種類は香りも改良され、贅沢シトラスレモン、贅沢シトラスオレンジ、贅沢シトラスミント、贅沢グレープフルーツに改名。また、つめかえ用の325mlを単体使用でつめかえ自体の不要化も可能な300ml入りのキャップ付つめかえ用へ変更された。なお、フレッシュクリーンとフレッシュシトラスは本体とつめかえ用が廃止されサイズラインナップが集約された。

### 食器洗い乾燥機専用洗剤
- 2002年5月、食器洗い乾燥機専用洗剤の「ハイウォッシュ」を買収し、2003年3月にジョイの技術を食器洗い機用洗剤に応用した「ハイウォッシュジョイ」として発売された。後に、油汚れを落とす力を高めた「オレンジピール成分入り ハイウォッシュジョイ」を発売。2007年2月～3月のリニューアルではプラスチック（お弁当箱・プラスチック製容器）に付着したトマト等の赤い色素沈着に対応。同時に消臭効果を高めた「グレープフルーツ成分入り ハイウォッシュジョイ」を発売した。
- 2009年9月、疑似漂白剤成分を配合したジェルタイプ「ハイウォッシュジョイ スーパージェル」を発売した。
- 2012年3月、洗浄作用が異なるジェルと粉末を水溶性の透明フィルムを用いた「2層カプセル」構造で一体化させた「ジョイ ジェルタブ」を発売した。2013年9月に内容量はそのままで高さを低くした新パッケージとなり、併せて、40個入りの特大サイズを追加発売した。
- 2014年8月、「ジョイコンパクト」シリーズのリニューアル発売に合わせ、「ハイウォッシュジョイ」シリーズ及び「ジョイ ジェルタブ」もリニューアル発売。全製品で「ジョイコンパクト」シリーズと同じロゴに変更したほか、「ジョイ ジェルタブ」は処方を見直し、洗浄成分を改良。内容量も2個増量された[14]。
- 2015年8月、「ジョイ ジェルタブ」を改良。ライムの香りを加えた。また、既存の通常サイズ（23個）、特大サイズ（42個）に加え、60個入りの超特大サイズを新設した。
- 2017年11月、「ジョイ ジェルタブ」を刷新。液体部分を2層に分けることにより、効果を最大限に発揮できるようになった。
- 2019年3月、「ジョイ ジェルタブ」を改良。粉末部分の洗浄素材が改良され、でんぷん汚れを落とす酵素を強化。他の「ジョイ」シリーズ同様にブランドロゴも変更。入数がすべて減量となり、標準サイズは発売当初と同じ21個に、特大サイズは38個に、超特大サイズは54個となった。

## テレビCM
日本での発売当初、高田純次を起用したお宅訪問形式の「チャレンジジョイ」シリーズが話題となったが、2003年からは「ジョイくん」というキャラクターが登場し、CM内容が一新した。CM監督は中島信也。2009年の全面リニューアルにあたり、ブランドサイトがオープンした。
2012年の国分太一が出演する「ジョイ ジェルタブ」のCMで「チャレンジジョイ」シリーズが復活した。「ジョイコンパクト」からは今田耕司、菊田あや子が出演。2016年9月の「ジョイコンパクト」のリニューアルに伴って、高田純次が再起用された。

### テレビCM出演タレント
- 高田純次（1995年3月 - 2003年、2016年9月 - 2019年2月）
- 峰竜太・海老名美どり夫妻（1995年）
- 新山千春（2009年9月 - 2012年9月）
- 麻生久美子（2012年9月 - 2013年9月）
- 国分太一（2012年3月 - 2014年8月）
- 今田耕司（2014年8月 - 2016年9月）
- 菊田あや子（2014年10月 - 2016年9月）
- 長崎峻侑（2014年10月 - 2016年9月）
- 藤本敏史・木下優樹菜夫妻（当時）（2019年3月 - 7月）
- 田中裕二・山口もえ夫妻（2019年7月 - 2021年3月）
- 西島秀俊（2021年4月 - 2024年）
- 神木隆之介（2021年9月 - 2023年7月）- 西島秀俊と共演。
- 永尾柚乃（2023年8月 - 2024年）- 西島秀俊と共演
- 山里亮太（2024年3月 - ）
- 杉浦太陽（2024年9月 - ）- 山里亮太と共演。
- 池田美優（2024年9月 - ）- 山里亮太と共演。

### Web限定CM出演タレント
- 内田雄馬[15]（2021年2月）

### キャラクター
- ジョイくん

声 - 上村響（2003年4月 - 2006年）→ 前田旺志郎（まえだまえだ、2006年 - 2012年）→ 不明（2012年 - 2013年）
コンピューターグラフィックス（CG）で制作されたオリジナルキャラクター。ジョイの容器をモチーフにした男の子。年齢は「7歳くらい」。一人称は「僕」。P&Gジャパンの本社が兵庫県神戸市に所在するため、関西弁で喋る。また「ちょちょいのジョイやで～!」という決め台詞がある。
ジョイくんの家族である一家の小学生の弟が夏休みに作った工作がきっかけで誕生した。というのも、学校では評価されなかったために、ゴミ箱に捨てられてしまったが一家の母親が拾い上げたことで息が吹き込まれた。性格はひょうきんでやんちゃ、でも一方で寂しがりやな一面も。まな板とスポンジの除菌をする際には眼鏡をかける。母親を尊敬している。
2009年9月の全面リニューアルに伴い、キャラクターデザインが変更されたが、2013年以降は登場しなくなった。

## ラインナップ

### 現在
- 台所用洗剤
  - 除菌ジョイ
  - 除菌ジョイ 緑茶の香り
  - 除菌ジョイ レモンの香り
  - 除菌ジョイ オレンジの香り
  - 除菌ジョイ ミントの香り

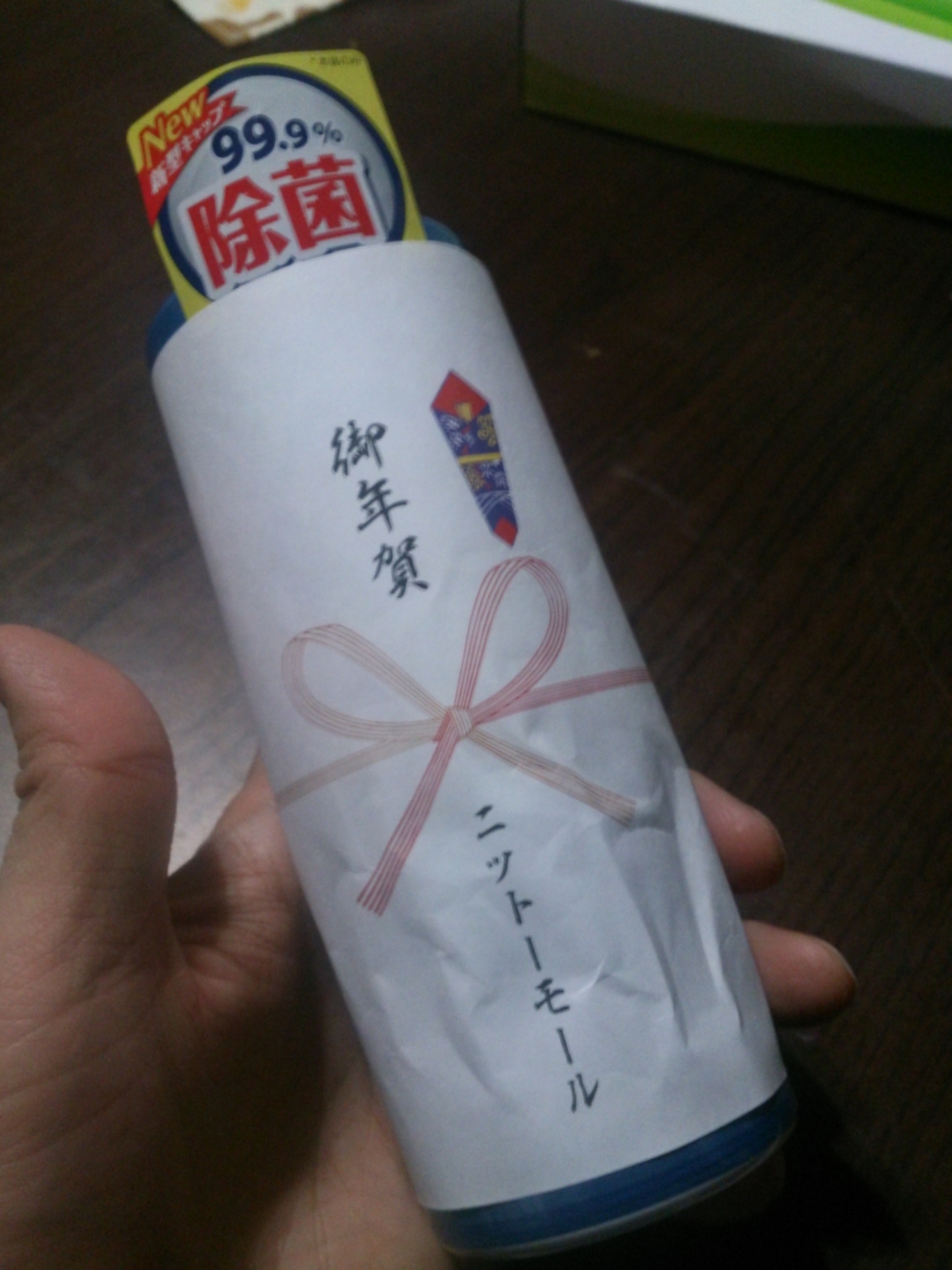
除菌ジョイ

  - 除菌ジョイ ピンクグレープフルーツの香り
  - 除菌ジョイ W消臭 フレッシュクリーン
  - 除菌ジョイ W消臭 フレッシュシトラス
- 食器・キッチン用洗剤（スプレータイプ） - スプレータイプは全品ベトナム製造。
  - ジョイ オールインワン泡スプレー 微香タイプ
  - ジョイ オールインワン泡スプレー フレッシュシトラスの香り
  - ジョイ W除菌 オールインワン泡スプレー 微香タイプ
  - ジョイ W除菌 オールインワン泡スプレー 緑茶の香り
- 食器洗い機用洗剤
  - ハイウォッシュジョイ 除菌
  - ハイウォッシュジョイ オレンジピール成分入り
  - ジョイ ジェルタブ
- キッチンケア製品
  - ジョイ らくピカッ ウェットシート - 本品は中国製造。
  - ジョイ W除菌 キッチン用アルコール65%
- 業務用 - 「P&Gプロフェッショナル」の製品で、主にオフィス向け通販サイトで扱っているが、一部のECサイトやホームセンターでも扱われている場合がある。
  - 除菌ジョイコンパクト 業務用 - 内容量は「除菌ジョイコンパクト」のつめかえ用ジャンボサイズ（1,330mL）3袋とほぼ同量の4L入り。
  - ジョイクイック レモンの香り - 内容量は2.5Lと5Lの2種類。本品のみ、ブランドロゴが従来のカタカナ表記となる。本品はイギリス製造。
  - ジョイ パワークリーン - 厨房油汚れ用洗剤。内容量は5L。

### 過去
- 台所用洗剤
  - ジョイ
  - 油をスカッと落とすジョイ
  - なめらかフィールジョイ
  - アロマジョイ
  - パワープラスジョイ
  - まな板とスポンジの除菌ができるジョイ
  - 緑茶成分入り まな板とスポンジの除菌ができるジョイ
  - しつこい油汚れに オレンジピール成分入りジョイ
  - しつこいニオイ・汚れに グレープフルーツ成分入りジョイ
  - ジョイ すっきりシトラスミントの香り
  - ジョイ すっきりオレンジの香り
  - ジョイ すっきりグレープフルーツの香り
  - ジョイ すっきりアップルの香り
  - ジョイ パワーミント - 「ジョイコンパクト パワーミント」へ継承
  - ジョイ オレンジピール成分入り - 「ジョイコンパクト オレンジピール成分入り」へ継承
  - ジョイ グレープフルーツ&ラ・フランスの香り - 「ジョイコンパクト グレープフルーツ&ラ・フランスの香り」へ継承
  - ジョイ フレッシュフランボワーズの香り - 「ジョイコンパクト フレッシュフランボワーズの香り」へ継承
  - ジョイコンパクト グレープフルーツ&ラ・フランスの香り
  - ジョイコンパクト オレンジピール成分入り - 「ジョイコンパクト バレンシアオレンジ」へ継承
  - ジョイコンパクト フレッシュライチの香り
  - ジョイコンパクト パワーミント - 「ジョイコンパクト ローマミント」へ継承
  - ジョイコンパクト フレッシュフランボワーズの香り
  - ジョイコンパクト モルディブウォーター
  - ジョイコンパクト バレンシアオレンジ - 「除菌ジョイ オレンジの香り」へ継承
  - ジョイコンパクト フロリダグレープフルーツ - 「除菌ジョイ ピンクグレープフルーツの香り」へ継承
  - ジョイコンパクト ローマミント - 「除菌ジョイ ミントの香り」へ継承
  - ジョイ オーシャンプラスチック（数量限定品） - 「ジョイコンパクト モルディブウォーター」をベースに、海洋プラスチックの再生素材を一部使用したボトルを採用したもの。プロジェクトに賛同した一部小売店に限定して発売された。
  - 除菌ジョイ - 第1期の製品。「除菌ジョイコンパクト」へ継承
  - 除菌ジョイ 緑茶の香り - 第1期の製品。「除菌ジョイコンパクト 緑茶の香り」へ継承
  - 除菌ジョイコンパクト - 「除菌ジョイ」（第2期）へ継承
  - 除菌ジョイコンパクト 緑茶の香り - 「除菌ジョイ 緑茶の香り」（第2期）へ継承
  - 除菌ジョイコンパクト スパークリングレモンの香り - - 「除菌ジョイ レモンの香り」へ継承
  - 除菌ジョイコンパクト シークヮーサーの香り（数量限定品）
  - 除菌ジョイコンパクト オーシャンライムの香り（数量限定品）
  - ジョイコンパクト W消臭 フレッシュクリーン - 「除菌ジョイ W消臭 フレッシュクリーン」へ継承
  - ジョイコンパクト W消臭 フレッシュシトラス - 「除菌ジョイ W消臭 フレッシュシトラス」へ継承
  - ジョイモイストケア フローラルオアシス
  - ジョイモイストケア フレッシュオアシス
  - ジョイモイストケア ローズオアシス - 「ジョイコンパクト モイストケア ローズオアシスの香り」へ継承
  - ジョイモイストケア カモミールオアシス - 「ジョイコンパクト モイストケア カモミールオアシスの香り」へ継承
  - ジョイコンパクト モイストケア ローズオアシスの香り
  - ジョイコンパクト モイストケア カモミールオアシスの香り
  - ジョイボタニカル ベルガモット&ティーツリー
  - ジョイボタニカル マイルドローズ&ワイルドベリー
  - ジョイボタニカル レモングラス&ゼラニウム
  - ジョイボタニカル ホワイトローズ&モロッカンミント（数量限定品）
  - 排水口の除菌・防臭もできる スーパー泡ジョイ - 「スーパー泡ジョイ」へ継承
  - スーパー泡ジョイ
- 台所用洗剤（スプレータイプ）
  - ジョイ ミラクル・クリーン泡スプレー 緑茶の香り - 「ジョイ W除菌 ミラクル泡スプレー 緑茶の香り」へ継承
  - ジョイ ミラクル・クリーン泡スプレー 微香タイプ - 「ジョイ オールインワン泡スプレー 微香タイプ」へ継承
  - ジョイ ミラクル・クリーン泡スプレー フレッシュシトラスの香り - 「ジョイ オールインワン泡スプレー フレッシュシトラスの香り」へ継承
  - ジョイ W除菌 ミラクル泡スプレー 微香タイプ - 「ジョイ W除菌 オールインワン泡スプレー - 微香タイプ」へ継承
  - ジョイ W除菌 ミラクル泡スプレー 緑茶の香り - 「ジョイ W除菌 オールインワン泡スプレー 緑茶の香り」へ継承
- 食器洗い機用洗剤
  - グレープフルーツ成分入り ハイウォッシュジョイ
  - ハイウォッシュジョイ スーパージェル
  - ハイウォッシュジョイA（家電量販店向け。パナソニックより発売）